# Городище (Хмельницький район)

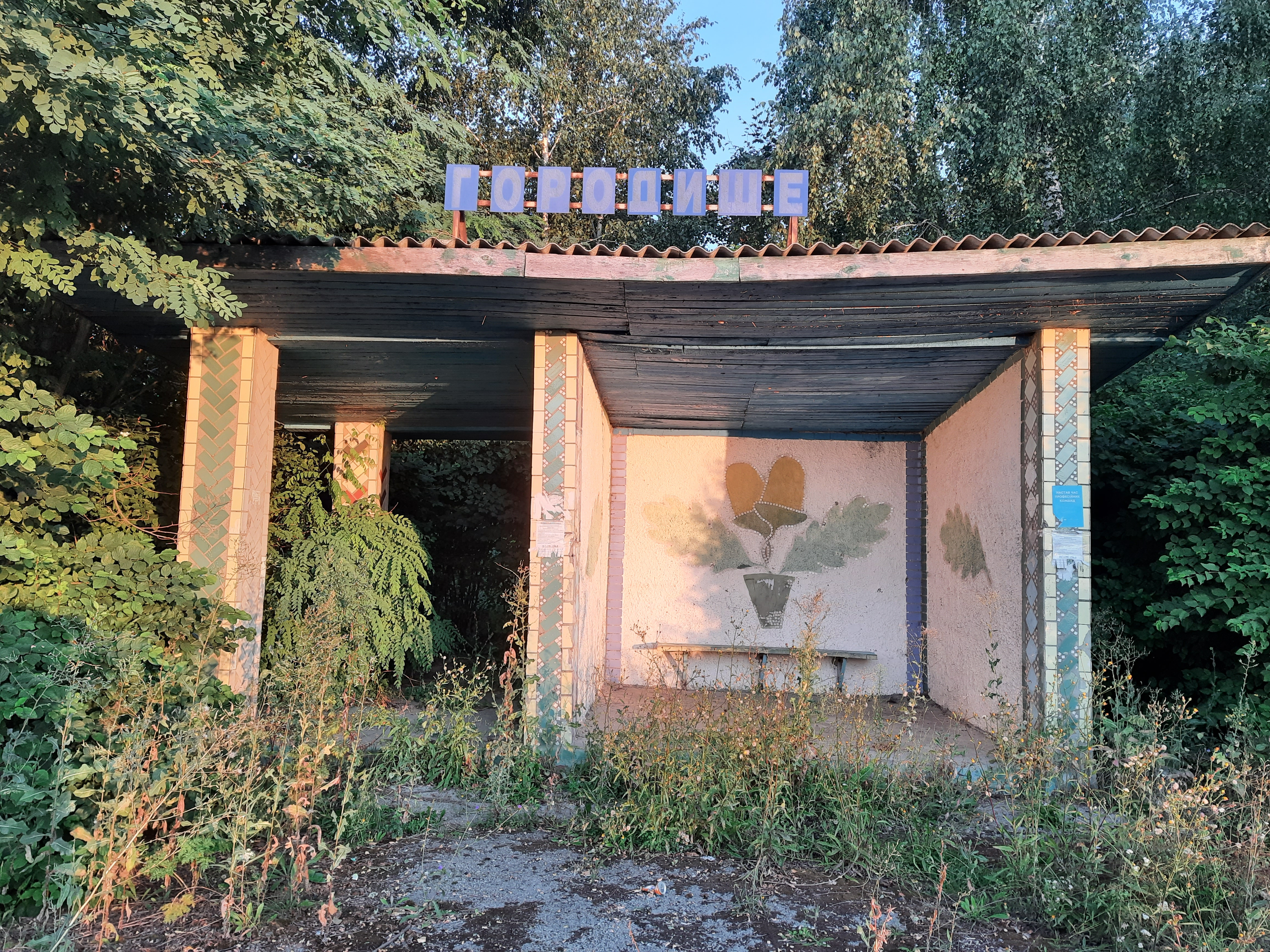
Автобусна зупинка біля села

Городи́ще — село в Україні, у Вовковинецькій селищній громаді Хмельницького району Хмельницької області. Населення становить 465 осіб.

## Історія
На території села — сліди трипільського поселення. У північно-західній частині села, в урочищі Копечина — давньоруське поселення. За двісті метрів на південний захід від центральної частини села, при злитті безіменного струмка з рігою Згар, в урочищі «Город Богів», розташоване давньоруське городище ХІІ — ХІІІ століть, у якому вбачають залишки міста Божська, згадуваного в літописах під 1146, 1151, 1241 роками. Городище загинуло наприкінці 50-х — на початку 60-х років ХІІІ століття.

### Герб
Щит розділений перекинуто вилоподібно. На перетині першої та другої частин — золоте шістнадцятипроменеве сонце. На першій блакитній частині — старовинна прикраса з золота та срібла. На другий зеленої золота дубова діжка з срібними обручами, супроводжувана вгорі срібними киркою і крюком із золотими рукоятками, покладеними в косий хрест. На третій червоній частини золота дерев'яна фортеця з центральною баштою і відкритими воротами (герб є промовистим), що стоїть на зеленій базі. Щит прикрашений золотим декоративним картушем і увінчаний золотою сільською короною. Під щитом дві зелені дубових гілки з золотими жолудями, оповитих срібною стрічкою з червоним написом «Городище».

### Прапор
Квадратне полотнище розділене горизонтально рівновеликими синьою і зеленою смугою. У центрі червоний стилізований квадратний контур фортеці з кутовими вежами, з жовтою облямівкою, у центрі укріплення старовинна жовто-біла прикраса. На верхньому древковому кутку жовте шістнадцятипроменеве сонце. На нижньому вільному жовта дубова діжка з білими обручами, супроводжувана вгорі білими киркою і крюком з жовтими рукоятками, покладеними в косий хрест.